# Особая комиссия кнессета по делам иностранных рабочих
Особая комиссия кнессета по делам иностранных рабочих (ивр. הוועדה המיוחדת לעובדים זרים‎) — постоянная специальная комиссия кнессета, занимающаяся надзором за трудоустройством и пребыванием иностранных рабочих в государстве Израиль.

## Информация о комиссии
Комиссия была создана в феврале 1998 года, во время каденции кнессета 14-го созыва, в качестве особого комитета на один срок. Впоследствии срок её полномочий был продлен до конца срока кнессета 14-го созыва. С началом работы кнессета 15-го созыва комиссия была воссоздана с учётом масштабов занятости иностранных рабочих в Израиле и проблем, возникающих из-за нехватки рабочей силы.
В настоящее время её возглавляет депутат Ибтисам Мараана от фракции «Авода».
Члены комиссии (на 28 сентября 2021 года): Йомтов Хай Кальфон, Шарон Рофэ-Офир, Ясмин Фридман, Михаль Шир.

## Председатели комиссии
- Ицхак Коэн (кнессет 14-го созыва)
- Офир Пинес-Паз (кнессет 14-го созыва)
- Яир Перец (кнессет 15-го созыва)
- Аюб Кара (кнессет 15-го созыва)
- Юрий Штерн (кнессет 15-го созыва)
- Дэнни Ятом (кнессет 16-го созыва)
- Ран Коэн (кнессет 16-го созыва, кнессет 17-го созыва)
- Ницан Хоровиц (кнессет 18-го созыва)
- Яаков Кац (кнессет 18-го созыва)
- Михал Розин (кнессет 19-го созыва)
- Ибтисам Мараана (кнессет 24-го созыва)